# Lijst van voetbalinterlands Algerije - Zweden
Deze lijst van voetbalinterlands is een overzicht van alle officiële voetbalwedstrijden tussen de nationale teams van Algerije en Zweden. De landen speelden tot op heden zes keer tegen elkaar. De eerste ontmoeting was een vriendschappelijke wedstrijd op 19 mei 1975 in Halmstad. Het laatste duel, eveneens een vriendschappelijke wedstrijd, vond plaats op 10 juni 2025 in Solna.

## Wedstrijden
| № | Plaats   | Datum            | Competitie        | Wedstrijd         | Uitslag |
| - | -------- | ---------------- | ----------------- | ----------------- | ------- |
| 1 | Halmstad | 19 mei 1975      | Vriendschappelijk | Zweden − Algerije | 4 − 0   |
| 2 | Algiers  | 2 maart 1976     | Vriendschappelijk | Algerije − Zweden | 0 − 2   |
| 3 | Örebro   | 31 mei 1989      | Vriendschappelijk | Zweden − Algerije | 2 − 0   |
| 4 | Algiers  | 11 april 1990    | Vriendschappelijk | Algerije − Zweden | 1 − 1   |
| 5 | Malmö    | 19 november 2022 | Vriendschappelijk | Zweden − Algerije | 2 − 0   |
| 6 | Solna    | 10 juni 2025     | Vriendschappelijk | Zweden − Algerije | 4 − 3   |

## Samenvatting
| Competitie        | Totaal gespeeld | Winst Algerije | Gelijk | Winst Zweden | Doelsaldo Algerije – Zweden |
| ----------------- | --------------- | -------------- | ------ | ------------ | --------------------------- |
| Vriendschappelijk | 6               | 0              | 1      | 5            | 4 − 15                      |
| Totaal            | 6               | 0              | 1      | 5            | 4 − 15                      |

Wedstrijden bepaald door strafschoppen worden, in lijn met de FIFA, als een gelijkspel gerekend.

## Details

### Derde ontmoeting
| Vriendschappelijk (Örebro, Zweden, 31 mei 1989): |              | |
| Zweden | 2 – 0        | Algerije |
| Klas Ingesson 33' Klas Ingesson 74' | goals        | |
| Olle Nordin | bondscoach   | Kamel Lemoui |
| Thomas Ravelli Roland Nilsson Glenn Hysén Roger Ljung Dennis Schiller Niclas Larsson Jonas Thern Robert Prytz 26' Joakim Nilsson Mats Magnusson Johnny Ekström | opstellingen | Larbi El-Hadi 84' Mourad Rahmouni Fodil Megharia Rachid Adgigh Kamel Adjas 46' Moussa Saib Cherif El-Ouazani Abdelouahab Maiche Lakhdar Belloumi Mohamed Bennabou Rabah Madjer |
| Klas Ingesson 26' | wissels      | 46' Abderrazak Belgherbi 84' Abdelkader Tlemçani |
| - Debuut van Klas Ingesson (IFK Göteborg) voor Zweden. |              | |

### Vierde ontmoeting
| Vriendschappelijk (Algiers, Algerije, 11 april 1990): |              | |
| Algerije                                              | 1 – 1        | Zweden |
| Abdelhamid Serrar 14' (pen.)                          | goals        | 48' (pen.) Stefan Schwarz |
| Mohamed Kermali                                       | bondscoach   | Olle Nordin |
|                                                       | opstellingen | Thomas Ravelli Roland Nilsson Glenn Hysén Peter Larsson Stefan Schwarz Anders Limpar Klas Ingesson Glenn Strömberg Joakim Nilsson 52' Stefan Lindqvist 68' Stefan Petersson |
|                                                       | wissels      | 52' Johnny Ekström 68' Mats Magnusson |

FAF · A-internationals · Bondscoaches · Statistieken · Selecties · Algerijns vrouwenelftal · Olympisch elftal · Algerije U21 · Algerije U20 · Algerije U19 · Algerije U18 · Algerije U17
1957 – 1969 · 
1970 – 1979 · 
1980 – 1989 · 
1990 – 1999 · 
2000 – 2009 · 
2010 – 2019 ·
2020 − 2029
WK 1982 · 
WK 1986 · 
WK 2010 · 
WK 2014
OS 1980 · 
OS 2016
1957 · 
1958 · 
1959 ·
1960 · 
1961 · 
1962 · 
1963 · 
1964 · 
1965 · 
1966 · 
1967 · 
1968 · 
1969 ·
1970 · 
1971 · 
1972 · 
1973 · 
1974 · 
1975 · 
1976 · 
1977 · 
1978 · 
1979 ·
1980 · 
1981 · 
1982 · 
1983 · 
1984 · 
1985 · 
1986 · 
1987 · 
1988 · 
1989 · 
1990 · 
1991 · 
1992 · 
1993 · 
1994 · 
1995 · 
1996 · 
1997 · 
1998 · 
1999 · 
2000 · 
2001 · 
2002 · 
2003 · 
2004 · 
2005 · 
2006 · 
2007 · 
2008 · 
2009 · 
2010 · 
2011 ·
2012 ·
2013 ·
2014 ·
2015 ·
2016 ·
2017 ·
2018 ·
2019 ·
2020 ·
2021 ·
2022 ·
2023 ·
2024
Albanië ·
Angola ·
Argentinië ·
Armenië ·
Bahrein ·
Bangladesh ·
België ·
Benin ·
Bolivia ·
Bosnië en Herzegovina ·
Botswana ·
Brazilië ·
Bulgarije ·
Burkina Faso ·
Burundi ·
Centraal-Afrikaanse Republiek ·
Chili ·
China ·
Colombia ·
Congo-Brazzaville ·
Congo-Kinshasa ·
Cuba ·
Denemarken ·
Djibouti ·
DDR ·
Duitsland ·
Egypte ·
Engeland ·
Equatoriaal-Guinea ·
Ethiopië ·
Finland ·
Frankrijk ·
Gabon ·
Gambia ·
Ghana ·
Guinee ·
Guinee-Bissau ·
Hongarije ·
Ierland ·
Irak ·
Iran ·
Italië ·
Ivoorkust ·
Joegoslavië ·
Jordanië ·
Kaapverdië ·
Kameroen ·
Kenia ·
Koeweit ·
Lesotho ·
Libanon ·
Liberia ·
Libië ·
Luxemburg ·
Madagaskar ·
Malawi ·
Maleisië ·
Mali ·
Malta ·
Marokko ·
Mauritanië ·
Mexico ·
Mozambique ·
Namibië ·
Nepal ·
Niger ·
Nigeria ·
Noord-Ierland ·
Oeganda ·
Oman ·
Oostenrijk ·
Peru ·
Polen ·
Portugal ·
Qatar ·
Roemenië ·
Rusland ·
Rwanda ·
Saoedi-Arabië ·
Senegal ·
Servië ·
Seychellen ·
Sierra Leone ·
Slovenië ·
Slowakije ·
Soedan ·
Somalië ·
Sovjet-Unie ·
Spanje ·
Syrië ·
Tanzania ·
Togo ·
Tsjaad ·
Tunesië ·
Turkije ·
Uruguay ·
Verenigde Arabische Emiraten ·
Verenigde Staten ·
Zambia ·
Zimbabwe ·
Zuid-Afrika ·
Zuid-Jemen ·
Zuid-Korea ·
Zweden ·
Zwitserland
België (2014) · 
Chili (1982) · 
Duitsland (2014) · 
Engeland (2010) · 
Oostenrijk (1982) ·
Rusland (2014) ·
Senegal (2019, 2) ·
Slovenië (2010) · 
Verenigde Staten (2010) ·
West-Duitsland (1982) · 
Zuid-Korea (2014)
SvFF · A-internationals · Selecties · Bondscoaches · Zweeds vrouwenelftal · Olympisch elftal · Zweden U21 · Zweden U20 · Zweden U19 · Zweden U18 · Zweden U17 · Zweden U16 · Vrouwen U17
1908 – 1919 ·
1920 – 1929 ·
1930 – 1939 ·
1940 – 1949 ·
1950 – 1959 ·
1960 – 1969 ·
1970 – 1979 ·
1980 – 1989 ·
1990 – 1999 ·
2000 – 2009 ·
2010 – 2019 ·
2020 − 2029
EK 1960 · 
EK 1964 · 
EK 1968 · 
EK 1972 · 
EK 1976 · 
EK 1980 · 
EK 1984 · 
EK 1988 · 
EK 1992 ·
EK 1996 · 
EK 2000 ·
EK 2004 ·
EK 2008 ·
EK 2012 · 
EK 2016 · 
EK 2020
WK 1930 · 
WK 1934 ·
WK 1938 ·
WK 1950 ·
WK 1954 · 
WK 1958 ·
WK 1962 · 
WK 1966 · 
WK 1970 ·
WK 1974 ·
WK 1978 ·
WK 1982 · 
WK 1986 · 
WK 1990 ·
WK 1994 ·
WK 1998 · 
WK 2002 ·
WK 2006 ·
WK 2010 · 
WK 2014 · 
WK 2018
OS 1908 · 
OS 1912 · 
OS 1920 · 
OS 1924 · 
OS 1928 · 
OS 1932 · 
OS 1936 · 
OS 1948 · 
OS 1952 · 
OS 1956 · 
OS 1964 · 
OS 1968 · 
OS 1972 · 
OS 1976 · 
OS 1980 · 
OS 1984 · 
OS 1988 · 
OS 1992 · 
OS 1996 · 
OS 2000 · 
OS 2004 · 
OS 2008 · 
OS 2012 · 
OS 2016
1908 · 
1909 · 
1910 · 
1911 · 
1912 · 
1913 · 
1914 · 
1915 · 
1916 · 
1917 · 
1918 · 
1919 · 
1920 · 
1921 · 
1922 · 
1923 · 
1924 · 
1925 · 
1926 · 
1927 · 
1928 · 
1929 · 
1930 · 
1931 · 
1932 · 
1933 · 
1934 · 
1935 · 
1936 · 
1937 · 
1938 · 
1939 · 
1940 ·
1941 ·
1942 ·
1943 ·
1944  ·
1945 · 
1946 · 
1947 · 
1948 · 
1949 · 
1950 · 
1952 · 
1952 · 
1953 · 
1954 · 
1955 · 
1956 · 
1957 · 
1958 · 
1959 ·
1960 · 
1961 · 
1962 · 
1963 · 
1964 · 
1965 · 
1966 · 
1967 · 
1968 · 
1969 ·
1970 · 
1971 · 
1972 · 
1973 · 
1974 · 
1975 · 
1976 · 
1977 · 
1978 · 
1979 ·
1980 · 
1981 · 
1982 · 
1983 · 
1984 · 
1985 · 
1986 · 
1987 · 
1988 · 
1989 · 
1990 · 
1991 · 
1992 · 
1993 · 
1994 · 
1995 · 
1996 · 
1997 · 
1998 · 
1999 · 
2000 · 
2001 · 
2002 · 
2003 · 
2004 · 
2005 · 
2006 · 
2007 · 
2008 · 
2009 · 
2010 · 
2011 · 
2012 · 
2013 · 
2014 · 
2015 · 
2016 · 
2017 · 
2018 ·
2019 ·
2020 ·
2021
Albanië ·
Algerije ·
Argentinië ·
Armenië ·
Australië ·
Azerbeidzjan ·
Bahrein ·
Barbados ·
België ·
Bosnië en Herzegovina ·
Botswana ·
Brazilië ·
Bulgarije ·
Chili ·
China ·
Colombia ·
Costa Rica ·
Cuba ·
Cyprus ·
DDR ·
Denemarken ·
Duitsland ·
Ecuador ·
Egypte ·
Engeland ·
Estland ·
Faeröer ·
Finland ·
Frankrijk ·
Georgië ·
Griekenland ·
Hongarije ·
Ierland ·
IJsland ·
Iran ·
Israël ·
Italië ·
Ivoorkust ·
Jamaica ·
Japan ·
Joegoslavië ·
Jordanië ·
Kameroen ·
Kazachstan ·
Kosovo ·
Kroatië ·
Letland ·
Liechtenstein ·
Litouwen ·
Luxemburg ·
Maleisië ·
Malta ·
Mexico ·
Moldavië ·
Montenegro ·
Nederland ·
Nieuw-Zeeland ·
Nigeria ·
Noord-Ierland ·
Noord-Korea ·
Noord-Macedonië ·
Noorwegen ·
Oekraïne ·
Oezbekistan ·
Oman ·
Oostenrijk ·
Paraguay ·
Peru ·
Polen ·
Portugal ·
Qatar ·
Roemenië ·
Rusland ·
San Marino ·
Saoedi-Arabië ·
Schotland ·
Senegal ·
Servië ·
Singapore ·
Slovenië ·
Slowakije ·
Sovjet-Unie ·
Spanje ·
Syrië ·
Thailand ·
Trinidad en Tobago ·
Tsjechië ·
Tsjecho-Slowakije ·
Tunesië ·
Turkije ·
Uruguay ·
Venezuela ·
Verenigde Arabische Emiraten ·
Verenigde Staten ·
Verenigd Koninkrijk ·
Wales ·
Wit-Rusland ·
Zuid-Afrika ·
Zuid-Korea ·
Zwitserland
Brazilië (1958) ·
Duitsland (2006) ·
Duitsland (2018) ·
Engeland (2006) ·
Engeland (2012) ·
Engeland (2018) ·
Frankrijk (2012) ·
Griekenland (2008) ·
Ierland (2016) ·
Italië (2016) ·
Mexico (2018) ·
Oekraïne (2012) ·
Oekraïne (2021) ·
Paraguay (2006) ·
Polen (2021) ·
Rusland (2008) ·
Slowakije (2021) ·
Spanje (2008) ·
Spanje (2021) ·
Trinidad en Tobago (2006) ·
Zuid-Korea (2018) ·
Zwitserland (2018)